# Kadroun

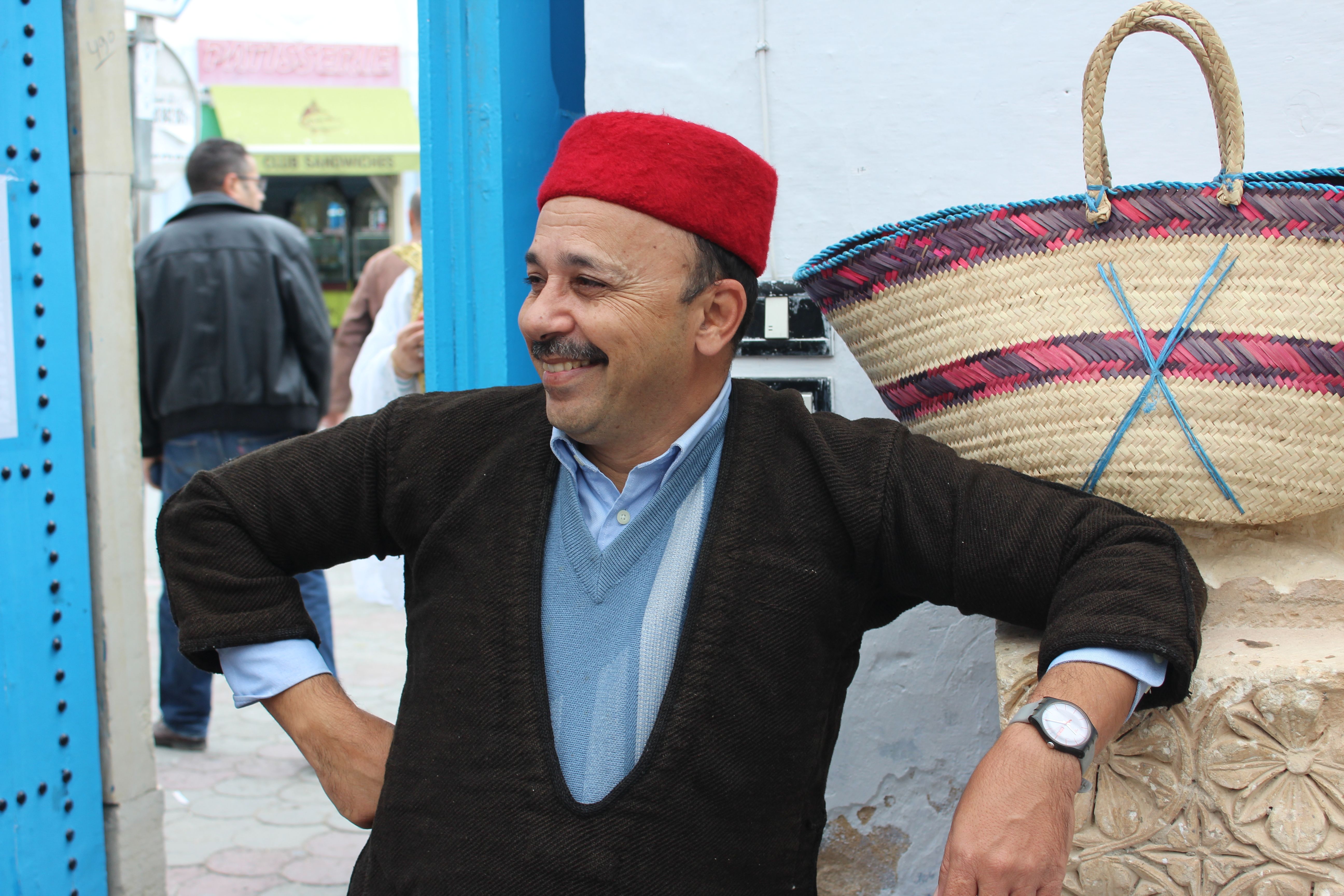
Un homme en kadroun coiffé d'une chéchia.

Le kadroun, cadroun, kadroûn ou kadrun est un costume traditionnel tunisien coupé et à manche, confectionné en laine épaisse de mouton.
De forme variable selon la région, il peut être porté par les femmes (cap Bon, Hammamet et Djerba) ou les hommes (Sfax et Sahel).
Il est souvent de couleur sombre : noire, marron ou gris foncé. À Djerba, il peut pour sa part être réalisé en laine blanche ou brune.
Peu prisé dans les villes, il est surtout porté dans les villages, par les paysans et les pêcheurs.